# Kniha Tóbijáš

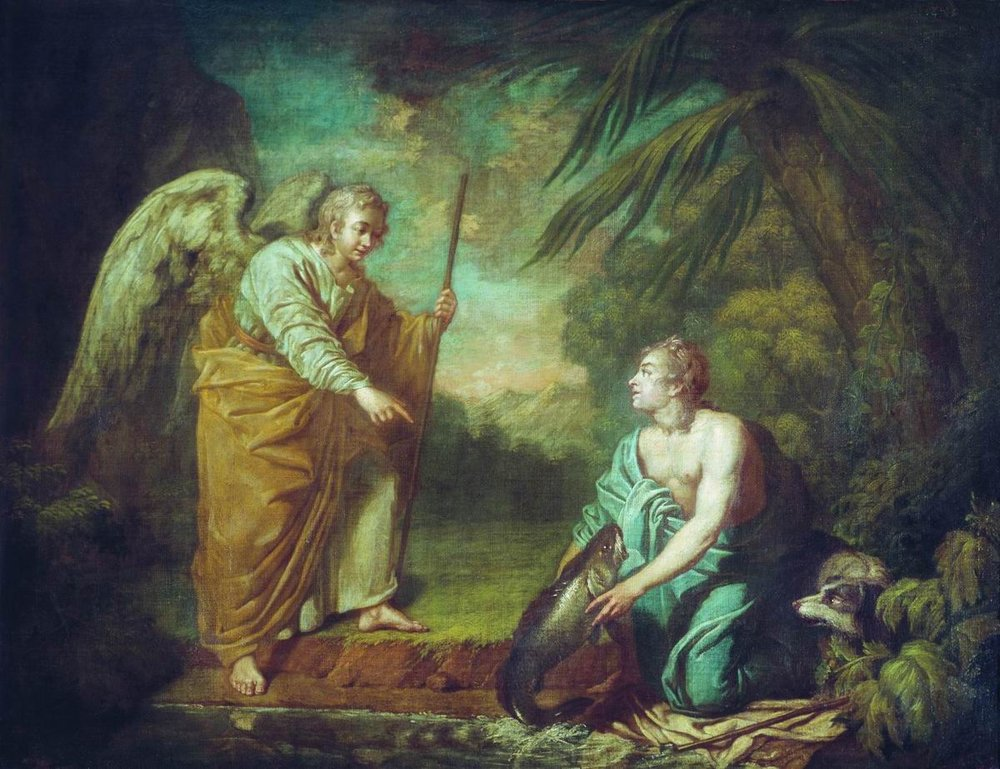
Tobiáš a anděl, A.Losenko

Tóbiáš (název knihy ve Vulgatě, v Septuagintě Tóbit) je starozákonní spis ze 4. – 2. století př. n. l., který tvoří součást katolického a  pravoslavného biblického kánonu, avšak protestanti jej považují za apokryf. Za kanonický jej považuje synoda v Kartágu roku 397 a Tridentský koncil roku 1546 definitivně stvrdil, že kniha je součástí biblického kánonu uznávaného katolickou církví. Spis nikdy nebyl považován za součást Tanachu, totiž hebrejských posvátných spisů, avšak při nálezech v Kumránu roku 1955 byly v jeskyni 4Q byly nalezeny fragmenty této knihy v hebrejštině a aramejštině, ty většinou odpovídají řeckému textu Septuaginty.

## Děj knihy
Kniha vypráví příběh Tóbita, který byl při deportaci severních izraelských kmenů do Asýrie roku 721 př. n. l. za vlády Šalmanesera V. odvlečen do Ninive. Král Sancherib nechává popravovat jeho krajany, avšak Tóbit lpí na dodržování mojžíšského Zákona a zabité s nasazením vlastního života pohřbívá. Král za to zabavuje jeho majetek a posílá ho do exilu, a posléze je dokonce oslepen (ptačím trusem, který spadne do jeho oka). To vyvolává velké napětí mezi ním a jeho manželkou a Tóbit se modlí, aby zemřel.
Nemocný Tóbit posílá do Médie svého syna Tóbiáše, aby vyzvedl peníze, které tam svěřil příteli; na cestě jej provází jeho pes a anděl Rafael, jehož ovšem Tóbijáš považuje za člověka. V Médii poznává Tóbijáš Sáru, dceru Réuelovu, které démon Asmodaj pobil již sedm manželů. Tóbijáš s pomocí anděla Rafaela Asmodaje přemůže a vezme si Sáru za ženu. Po svatbě se se ženou vrací Tóbijáš k otci, jehož uzdravuje dle Rafaelova návodu. Když se mu však chce odvděčit, pozná konečně, kdo Rafael je. Tóbijáš vzdává Bohu díky a předpovídá zánik Jeruzaléma roku 586 př. n. l. Kniha končí zprávou o smrti Tóbijášových i Sářiných rodičů a zkázou Ninive.

## Text knihy
Text knihy se zachoval ve třech různých recenzích. Delší text, označovaný jako Ο´S, pochází zřejmě ze 4. století př. n. l., obsahuje mnoho semitismů a je velmi blízký starolatinskému překladu Písma (Vetus Latina). Tato recenze je přítomná i v 5 fragmentech nalezených v Kumránu. Kratší text se prosadil především v řecky mluvících církvích; vznikl úpravou delšího textu. Na Západě se v 5. století prosadil text Jeronýmův, který knihu zběžně přeložil z aramejské předlohy. Text dostupný v Českém ekumenickém překladu je přeložen z řecké podoby recenze Ο´S.

## Význam knihy
Žánrově je kniha Tóbijáš náboženským románem s určitými historickými prvky. Mnoho historických detailů protiřečí informacím, které máme z mimobiblických pramenů. Kanonicky se kniha řadí mezi historické knihy, avšak svou povahou je bližší židovské mudroslovné literatuře.
Kniha vyzdvihuje hodnotu modlitby, postu a almužny, které hlavní postava, Tóbijáš, vychvaluje před svým odjezdem do Médie. Kniha dále nabízí tematiku přímluvy andělů, úcty k rodičům, úcty k zemřelým a čistoty v manželství. Pro tato svoje témata byla kniha ve starověku velmi oblíbena. Dnes je nám velmi cenná pro pohled do rodinného života a zbožnost na Blízkém Východě v 3. – 2. stol. př. n. l.